# Harald Widmark
Harald Widmark, född 21 mars 1864 i Luleå, död 9 juni 1910 i Karlstad, var en svensk jurist. Han var son till Henrik Adolf Widmark.
Widmark avlade studentexamen i Luleå 1880 extra ordinarie notarie i Svea hovrätt 1896 och var därefter innehavare av Wermlands juridiska byrå, varjämte han hade upprepade förordnanden vid länsstyrelsen och magistraten i Karlstad. År 1902 var han under några månader chefredaktör för Nya Wermlands-Tidningen. Han var tillfällighetspoet och skrev Disarblot eller Det gräsliga offret eller Ändan kröner verket: opera med sång och epilog (1887). Han tillhörde Samfundet SHT. Widmark är begravd på Västra kyrkogården i Karlstad.